# Newsweek Champions Cup and the State Farm Evert Cup 1996
Newsweek Champions Cup and the State Farm Evert Cup 1996 - тенісні турніри, що проходили на відкритих кортах з твердим покриттям. Належали до серії Mercedes Super 9 в рамках Туру ATP 1996, а також до серії Tier I в рамках Туру WTA 1996. І чоловічий і жіночий турніри відбулись у Grand Champions Resort в Індіан-Веллс (США) з 8 до 17 березня 1996 року.

## Переможці та фіналісти

### Одиночний розряд, чоловіки
Майкл Чанг —  Паул Гаргейс 7–5, 6–1, 6–1
- Для Чанга це був 1-й титул за рік і 24-й - за кар'єру.

### Одиночний розряд, жінки
Штеффі Граф —  Кончіта Мартінес 7–6, 7–6
- Для Граф це був 1-й титул за рік і 96-й — за кар'єру.

### Парний розряд, чоловіки
Тодд Вудбрідж /  Марк Вудфорд —  Браян Макфі /  Майкл Теббутт 1–6, 6–2, 6–2
- Для Вудбріджа це був 3-й титул за сезон і 43-й - за кар'єру. Для Вудфорда це був 4-й титул за сезон і 47-й - за кар'єру.

### Парний розряд, жінки
Чанда Рубін /  Бренда Шульц-Маккарті —  Жюлі Алар-Декюжі /  Наталі Тозья 6–1, 6–4
- Для Рубін це був 3-й титул за сезон і 6-й — за кар'єру. Для Шульц-Маккарті це був 3-й титул за сезон і 12-й — за кар'єру.